# Carl Friedrich Nopitsch
Carl Daniel Eberhard Friedrich Nopitsch (* 12. September 1793 in Nördlingen; † 21. Februar 1838 in Baunach) war ein deutscher Arzt, Gerichtsmediziner und Bibliograf.

## Leben
Nopitsch wurde (neben vier älteren Schwestern) als jüngstes Kind der ersten Ehefrau, Friederica Sophia Güttlers († 1794), des Nördlinger Musikdirektors und Komponisten Christoph Friedrich Wilhelm Nopitsch geboren. Carl Friedrich Nopitsch studierte an der Friedrich-Alexander-Universität in Erlangen Medizin. 1823 wurde er dort promoviert und erhielt den Grad eines „Doktors der Medizin, Chirurgie und Kunst der Geburtshilfe“. Nach seinem Studium war er als „practischer Arzt“ in Nürnberg tätig und ab 1834 als Landgerichtsarzt in Baunach. Nopitsch beschäftigte sich neben der Medizin des Weiteren auch praktisch mit Chemie und Pharmazie. 1830 gab er eine literarische Sammlung in lateinischer Sprache heraus, in der (angeblich) „alle Schriftsteller“ der verschiedenen medizinischen, pharmazeutischen, chemischen etc. Bereiche samt deren Schriften, Abhandlungen und mit biografischen Notizen versehen, in alphabetischer Ordnung aufgeführt waren.
Am 16. Mai 1831 heiratete Nopitsch in der Nürnberger Sebalduskirche Barbara Elisabeth Strobel, Tochter des Waldamtregistrators Christoph Karl Philipp Strobel. Barbara Strobel starb jedoch bereits am 8. Februar 1832 im Alter von 29 Jahren infolge einer Totgeburt. In zweiter Ehe war Nopitsch mit Auguste Christine Friederike Wilhelmine von Hohenstein verheiratet, die ihm zwei Töchter, welche jedoch beide im Alter von etwa einem Jahr verstarben, und einen Sohn gebar. Carl Friedrich Nopitsch selbst verstarb im Alter von 44 Jahren an der „Lungenschwindsucht“ (Tuberkulose). Die Sozialarbeiterin und Diakonin Antonie Nopitsch war eine Urenkelin von Carl Friedrich Nopitsch.

## Schriften
- Reine Salpetersäure gegen heftige Zahnschmerzen von cariösen Zähnen, erschienen in Froriep's Notizen aus dem Gebiete der Natur- und Heilkunde, Band IX, Weimar 1824[5]
- Dissertatio inauguralis de Phthisi ulcerosa pulmonum. Zunner, Nürnberg 1825 (Digitalisat)
- Chronologia et literatura mediciniae sive repertorium de medicinae, chirurgiae, pharmaciae et chemiae historia ac literatura, a rerum initio usque ad nostra tempora deductum. Johann Adam Stein, Nürnberg 1830
- Versuch einer Chronologie und Literatur nebst einem System der Blutentziehungen, in besonderer Beziehung auf das physiologische und pathologische Verhältniss des Blutes so wie dessen Berücksichtigung in gerichtlichen Fällen. George Winter, Nürnberg 1833 (Digitalisat)

Ein zweiter Band von Nopitsch Chronologia et literatura mediciniae wurde ab Ende 1830 in Heftform von der Rheinischen Buchhandlung in Nürnberg herausgegeben. Dort war medizinische Literatur zu den folgenden Bereichen aufgeführt: Anthropologie, Physiologie, Anatomie, „Pathologia et Therapia specialis“, Chirurgie, „Medicina forensis“, „Politica medica“, Toxikologie, Pharmazie, Pharmakologie, „Chemia pharmaceutica“, Veterinärmedizin und „Historia medicinae“. Alle acht bis zehn Wochen erschien ein neues Heft zu einem Bereich, erhältlich waren sie für 1 fl. 36 Kr.
Des Weiteren lieferte Nopitsch zwei Beiträge für die November-/Dezember-Ausgabe 1829 der Zeitschrift Archiv für medizinische Erfahrung (Herausgeber: Ernst Horn).